# Clif Brown
Wilbert Clifton „Clif“ Brown III (* 14. Juni 1984 in Altas, Oklahoma) ist ein US-amerikanischer Basketballspieler. Zurzeit spielt der Power Forward auf den Philippinen bei den Derby Ace Llamados.

## Karriere
Die Karriere von Brown startete an der Niagara Universität bei den Purple Eagles. 2006 wechselte er ins Ausland, zum israelischen Klub Hapoel Galil Elyon. 2008/2009 machte er für ein Jahr in der deutschen BBL Station, bei der BG 74 Göttingen. Dort erzielte er in 35 Spielen einen Durchschnitt von 11,3 Punkten und 5,6 Rebounds pro Spiel. Nach der Saison wechselte er zum japanischen Klub Toyota Alvark.

## Privates
Brown wurde zwar in Altas, Oklahoma geboren, wuchs aber in Ferndale, Michigan auf. Sein Vater war ein Ringer.